# Dreistreifen-Säbelzahnschleimfisch
Der Dreistreifen-Säbelzahnschleimfisch (Meiacanthus grammistes) kommt im westlichen, tropischen Pazifik von der Küste Vietnams bis nach Neuguinea, nördlich bis zu den Ryūkyū-Inseln und südlich bis zum Great Barrier Reef vor. Er lebt dort sowohl in geschützten Lagunen als auch in Außenriffen und ist relativ häufig. An den Küsten des südlichen Japan wird er durch Meiacanthus kamoharai ersetzt.

## Merkmale
Der Fisch wird maximal elf Zentimeter lang. Er ist von gelbweißer Grundfarbe, vorne eher gelb, hinten eher weiß. Entlang seiner Flanken ziehen sich drei lange schwarze Längsbänder, ein weiteres wird von einer Punktreihe in der langen, durchgehenden Rückenflosse gebildet. Diese wird von vier Hartstrahlen und 25 bis 28 Weichstrahlen gestützt, bei der Afterflosse sind es zwei Hartstrahlen und 14 bis 16 Weichstrahlen. Die Auflösung der schwarzen Querstreifen auf dem Schwanzflossenstiel in ein Punktmuster unterscheidet den Dreistreifen-Säbelzahnschleimfisch von sehr ähnlichen Arten, wie Meiacanthus lineatus.

## Giftigkeit
Wie alle Säbelzahnschleimfische besitzt der Dreistreifen-Säbelzahnschleimfisch stark verlängerte Eckzähne im Unterkiefer die bei ihm, wie bei allen Meiacanthus-Arten, an der Basis mit Giftdrüsen versehen sind. Bei Druck durch einen Zubiss wird das Gift durch eine Rille auf der Zahnvorderseite in die Wunde injiziert. Das Gift dient der Verteidigung und enthält Opioide, die beim Angreifer zu einer Sedierung führen. Die auffällige Warnfärbung soll Beutegreifer gleich von einem Angriff abhalten. Raubfische spucken Meiacanthus-Arten sofort wieder aus, nachdem sie von ihnen ins Maul gebissen wurden. Beim Menschen löst der Biss einen Schmerz wie ein Wespenstich sowie Schweißausbrüche und Schwindel aus. Die beiden Giftzähne werden bei Verlust durch dahinter liegende Reservezähne ersetzt. Der Dreistreifen-Säbelzahnschleimfisch wird in Form und Färbung von der ungiftigen Säbelzahnschleimfischart Petroscirtes breviceps und dem Kardinalbarsch Cheilodipterus zonatus nachgeahmt (Bates’sche Mimikry).

## Lebensweise
Der Dreistreifen-Säbelzahnschleimfisch ist im Unterschied zu den algenfressenden und sich ständig auf verschiedenen Aussichtsposten hinsetzenden Kammzahnschleimfischen ein „Freischwimmer“, der in Korallenriffnähe Schwärme bildet und sich von Zooplankton ernährt.

## Fortpflanzung
Bei der Balz stellt sich das Männchen alle Flossen und die Kiemendeckel weit abgespreizt quer vor das Weibchen. Dabei leuchten seine gelb gefärbten Hautpartien intensiv. Nach mehrfachem Imponieren des Männchens folgt das Weibchen ihm in die Bruthöhle und legt dort etwa 300 Eier, die einen Durchmesser von weniger als einem Millimeter haben. Anschließend werden die Eier vom Männchen befruchtet. Das Männchen laicht in den folgenden fünf bis sieben Tagen noch mit drei bis vier weiteren oder dem ersten Weibchen ab. Die Larven schlüpfen nach etwa fünf Tagen einige Zeit nach Sonnenuntergang. Sie sind dann etwa 3,5 mm lang, haben keinen Dottersack und müssen sofort fressen.